# Al Jazeera
Al Jazeera (àrab: الجزيرة, al-Jazĩra, literalment «l'Illa» o «la Península», en al·lusió a la península Aràbiga) és un canal de televisió per satèl·lit de llengua àrab, és el principal canal de notícies del món àrab. Des del seu llançament, l'emissora ha estat criticada pels dèspotes àrabs pel seu estil periodístic crític amb el poder i, segons els seus detractors, per tenir principalment perspectives islamistes, que promouen els Germans Musulmans, amb un biaix pro-sunnita i anti-xiïta en els seus informes sobre qüestions regionals. Al Jazeera insisteix que cobreix totes les parts d’un debat i afirma que presenta les opinions d’Israel i de Iran amb la mateixa objectivitat. Al Jazeera també ha emès vídeos publicats per Osama bin Laden i ha rebut un premi de periodisme de Hamàs.

## Finançament
La tinença de patents és una fundació privada per a benefici públic segons la legislació de Qatar. Segons aquesta estructura organitzativa, rep finançament del govern de Qatar, però manté la seva independència editorial.

## Història
Fundada al novembre de 1996 pel govern de Qatar, originalment emetia únicament en àrab de manera gratuïta i sostinguda pel govern (la família reial de Qatar), l'emissora va començar a poc a poc a cobrar pels serveis i es va independitzar financerament, tal com es pretenia des de la seva creació. l'exèrcit dels Estats Units d'Amèrica va bombardejar les oficines de la cadena a Kabul en novembre de 2001 i a Bagdad, Iraq, a l’abril de 2003. En ambdues ocasions es va dir que els atacs es van decidir per error, tot i això George W. Bush i Tony Blair van debatre el bombardeig de la seu central en 2005.
Al Jazeera va traslladar la seva cobertura esportiva a un nou canal separat l'1 de novembre de 2003, permetent la programació de notícies i assumptes públics al canal original. En 2006 va inaugurar un canal en anglès, i a partir dels atemptats de l'11 de setembre de 2001 contra els Estats Units, Al Jazeera va adquirir fama en el món occidental com a canal de difusió privilegiat dels missatges d'Ossama bin Laden i altres membres de la xarxa d'Al-Qaida. Aquesta distinció li va valdre a la cadena àrab un contracte d'exclusivitat a Occident amb la cadena de notícies nord-americana CNN.
Al Jazeera afirma que és l'únic canal de televisió políticament independent a l'Orient Mitjà. La seva tònica ha arribat a molestar en repetides ocasions el govern nord-americà, que almenys una vegada ha demanat al govern de Qatar que prengués mesures en l'assumpte, sense èxit. A l'Iraq posterior a la guerra del 2003, el govern local, mantingut pels Estats Units, va vetar Al Jazeera en diverses ocasions. La monarquia saudita rep sovint crítiques d'Al Jazeera, i durant la Crisi diplomàtica de Qatar de 2017 els governants de Aràbia Saudita, Emirats Àrabs Units, Bahrain i Egipte van demanar el seu tancament i van bloquejar les seves emissions.
L'any 2024, en el marc de la guerra entre Israel i Gaza, l'exèrcit israelià va assaltar i clausurar la redacció d'Al Jazeera a la ciutat cisjordana de Ramal·lah, mitjà del qual ja n'havia assassinat quatre periodistes: Shireen Abu Akleh, Samer Abudaqa, Ismail al-Ghoul i Rami al-Rifi.

## La xarxa d'Al Jazeera

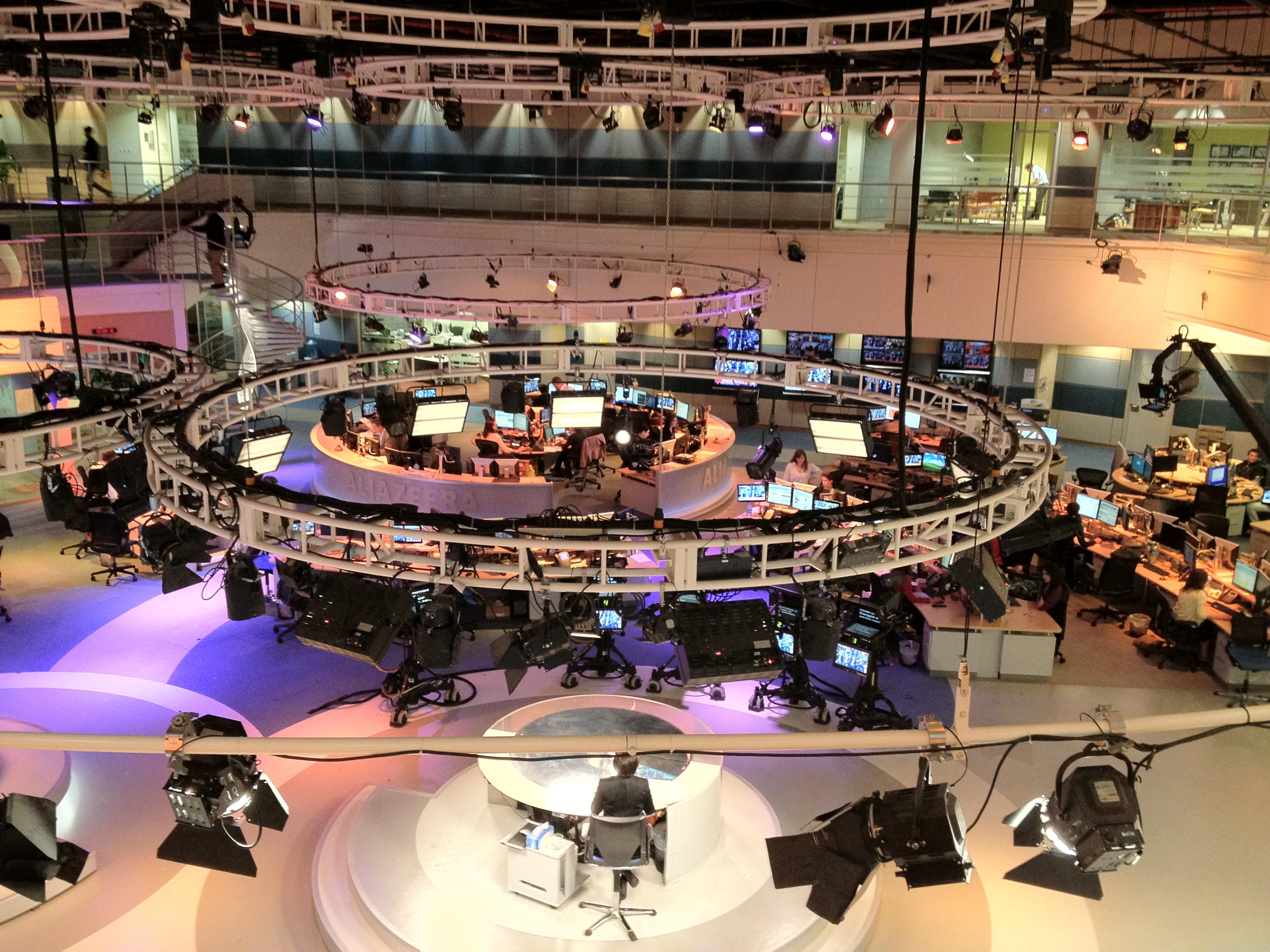
Newsroom d'Al jazeera en anglès

Al Jazeera té una sèrie de canals temàtics a més de l'emblemàtic canal de notícies en àrab. La xarxa d'Al Jazeera inclou: 
- Al Jazeera arabic. El canal original de la cadena, que emet 24 hores de notícies en àrab.

- Al Jazeera English. Al Jazeera English emet 24 hores de notícies en anglès. Els seus estudis principals són a la ciutat de Doha, capital de Qatar. És la cadena germana de l'Al Jazeera original, que emet en àrab. El canal transmet notícies, anàlisi, documentals, debats, actualitat, negocis i esports. Va començar a emetre el 15 de novembre de 2006. Al Jazeera English és el primer canal de notícies en anglès amb seu al Pròxim Orient. En l'actualitat s'ha desdoblat entre Al Jazeera English i Al Jazeera America.

- Al Jazeera Investigative Unit o I-Unit és el nom del grup de periodistes d'Investigació de la xarxa, que proporciona material exclusiu per a les moltes plataformes d'Al Jazeera Media Network i el seu contingut es tradueix a diversos idiomes. Des de la seva formació, els documentals de la I-Unit han guanyat més de quaranta premis i més d'un centenar de nominacions, inclosos quatre de Bafta. El desembre de 2019 va iniciar la seva sèrie de podcasts, Al Jazeera Investigates.

- Al Jazeera Mobasher (o Al Jazeera En Directe). Nascut el 15 d'abril de 2005, aquest senyal emet conferències en directe, sense edició ni comentaris o intervencions de periodistes o comentaristes. El seu senyal només afegeix subtítols quan es necessita traducció. És semblant a canals com Cable-Satellite Public Affairs Network (C-SPAN) o al canal Parliament de la BBC. És el primer del seu tipus al món àrab.

- Documentals d'Al Jazeera. Canal de la xarxa Al Jazeera que emet documentals relatius, amb preferència, a l'Orient Mitjà. Va començar a emetre l'1 de gener de 2007. El mateix canal afirma que produeix només el 15% del seu contingut i que la resta de documentals els obté d'altres productores àrabs i d'altres països d'arreu del món.

- Al Jazeera Balkans Amb seu a Sarajevo, està adreçada als mercats mediàtics dels països de l'antiga Iugoslàvia, emet en serbocroat amb programació original en directe, pregravada i subtitulada en anglès d'Al Jazeera. Emet anàlisis i funcions de notícies, així com documentals, debats en directe, actualitat, negocis, tecnologia i notícies esportives.

- Al Jazeera + (Al Jazeera plus) és un canal de notícies en línia disponible al seu lloc web, YouTube, Facebook, Instagram i Twitter, amb contingut escrit en format Medium. Actualment hi ha versions en anglès, àrab, francès i espanyol. Els treballs del canal van començar el desembre del 2012, poc després que Al Jazeera establís una oficina a San Francisco. El primer canal de YouTube es va publicar el 17 de desembre de 2013, es va fer un llançament suau el 13 de juny de 2014 i un llançament complet el 15 de setembre de 2014.

### Canals desapareguts
- Al Jazeera Sports. Versió esportiva del canal (nascut el 2003). La xarxa esportiva d'Al Jazeera es va transformar en beIN Sport i va passar a la xarxa beIN Channels Network. Tenia diversos canals germans: Al Jazeera Sports +1, nascut el 2004, Al Jazeera Sports +2, canal esportiu de pagament que emetia la Copa de la UEFA, la Lliga espanyola i la Lliga italiana, Al Jazeera Sports +3, canal esportiu amb comentaris en anglès, Al Jazeera Sports HD o Al Jazeera Esports +4 emetia contingut en alta definició.

- Al Jazeera Infantil. Va fer la primera emissió el 9 de setembre de 2005. Aquest senyal d'Al Jazeera va dirigit a infants entre 3 i 15 anys. Està disponible en diversos països de l'Orient Mitjà i en algunes zones d'Europa. El 29 de març de 2013 va passar a denominar-se JeemTV i en 1 d'abril de 2016, JeemTV es va passar al servei beIN Channels Network.

- Al Jazeera America. Al gener de 2013, Al Jazeera Media Network va comprar Current TV, que era parcialment propietat de l'exvicepresident dels Estats Units Al Gore. Utilitzant part de la infraestructura de Current TV, Al Jazeera va llançar un canal de notícies nord-americà el 20 d'agost de 2013. El 13 de gener de 2016, el conseller delegat d'Al Jazeera America, Al Anstey, va anunciar que la xarxa deixaria d'operar el 12 d'abril de 2016, citant el «panorama econòmic».[14]

### A l'Estat espanyol
Taysir Allouni, corresponsal d'Al Jazeera a l'Estat espanyol, va ser detingut l'any 2003 i condemnat per l'Audiència Nacional espanyola sota l'acusació de pertànyer a Al-Qaida. Ossama bin Laden li havia concedit una entrevista exclusiva el 2001, durant la guerra contra l'Afganistan, i l'entrevista es va transmetre per Al Jazeera. La gravació d'aquella entrevista es va utilitzar com a «evidència» de la relació d'Allouni amb Al-Qaida. A causa del seu estat de salut, el 7 d'octubre del 2006 se'l va posar en llibertat, però sota arrest domiciliari.

### Als Estats Units
Als Estats Units, Al Jazeera ha estat qualificada com un «instrument de propaganda dels terroristes», a causa de la difusió dels missatges en vídeo entregats per Ossama bin Laden i per l'entrevista que aquest va concedir a Taysir Allouni. El govern nord-americà diu que Al Jazeera té un punt de vista parcial i per contrarestar la seva influència va obrir un canal de notícies en llengua àrab, Al-Hurra, que emet des de l'Aràbia Saudita.

## beIN Sports

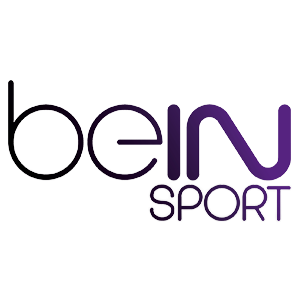
logo de beIN Sports

Al Jazeera Media Network va entrar al mercat europeu de drets de televisió el juny de 2011, quan va comprar un paquet de partits de futbol del Campionat francès de futbol en directe del 2012 al 2016 per 90 milions d'euros a l'any. L'acord els converteix en emissors conjunts de futbol nacional de primer nivell a França juntament amb els titulars de drets a llarg termini Canal +. L'emissora també va adquirir els drets de televisió de pagament de la UEFA Champions League, la UEFA Europe League del 2012 al 2015, i els Campionats d'Europa de futbol de 2012 i 2016 a França. França va ser objectiu de la primera entrada d'Al Jazeera a Europa a causa del fet que no hi havia canals esportius dedicats, a diferència del Regne Unit.
beIN Sports es va llançar oficialment l'1 de juny de 2012, a temps per emetre l'Euro 2012. beIN Sports 2 va començar el 27 de juliol de 2012, a temps per retransmetre la temporada de la Ligue 2 francesa, i abans del començament de la temporada 2012-13 de la Ligue 1. En agost de 2012 es va obrir a nord Amèrica, en 2013 Àsia amb seu a Indonèsia, Austràlia en 2014 i beIN Sports Espanya va començar a emetre's oficialment l'1 de juliol de 2015, data en què Gol Televisión va deixar d'emetre tots els jocs de futbol. Gràcies a una aliança entre Al Jazeera i Mediapro, beIN Sports Spain ofereix la UEFA Champions League (2015-2018), la UEFA Europe League (2015-2018), la Supercopa de la UEFA (2015-2017), la Premier League (només la temporada 2015-16), Sèrie A, Primeira Liga, Jupiler Pro League, Ligue 1, DFB Pokal, Coupe de la Ligue, KNVB Beker, Johan Cruijff Shield, Copa de Brasil, CONCACAF Gold Cup, Copa Libertadores i Copa Sudamericana.